# Observatoire des Territoires
L’Observatoire des Territoires, placé auprès du ministre chargé de l'aménagement du territoire, créé en septembre 2004, a pour mission d'analyser et diffuser les données relatives aux dynamiques et aux disparités territoriales. L'Observatoire  est maintenu pour une durée de cinq ans, à compter du 1er janvier 2018, par décret du  26 décembre 2017.

## Missions
Il assure la collecte et la diffusion sur son site internet de données géographiques produites dans les administrations concernées : un panel d'indicateurs actualisés, en général commentés et analysés, y sont téléchargeables et présentés sous la forme de cartes interactives.
L'Observatoire des Territoires est ainsi à la fois un outil permettant aux acteurs publics de mieux connaître les ressources et les potentialités de leurs territoires mais également un lieu d'innovation et d'expertise car il contribue à mettre au point des outils adaptés à la comparaison des territoires, et ce à toutes les échelles : du niveau communal à international. 
Enfin, l'Observatoire est chargé de réaliser un rapport triennal destiné au Premier ministre, à l'attention du Parlement et des acteurs territoriaux.

## Composition
L'Observatoire des territoires dispose d'un conseil d'orientation qui comprend 25 membres de droit, un  collège administrations, un  collège assemblées et associations d'élus, un collège expertise territoriale. Outre les membres de droit, le conseil d'orientation comprend un collège de cinq personnalités qualifiées nommées pour une durée de trois ans renouvelable par arrêté du ministre chargé de l'aménagement du territoire. Le président du conseil d'orientation est choisi par le ministre chargé de l'aménagement du territoire au sein du collège des personnalités qualifiées.